# 小行星列表/115201-115300
| 名稱                  | 臨時編號   | 發現日期      | 發現地點       | 發現者                               |
| --------------------- | ---------- | ------------- | -------------- | ------------------------------------ |
| 小行星115201          | 2003 SM111 | 2003年9月19日 | 帕洛马山       | 近地小行星追踪                       |
| 小行星115202          | 2003 ST111 | 2003年9月18日 | 索科罗         | 林肯近地小行星研究小组               |
| 小行星115203          | 2003 SJ116 | 2003年9月16日 | 索科罗         | 林肯近地小行星研究小组               |
| 小行星115204          | 2003 SV116 | 2003年9月16日 | 帕洛马山       | 近地小行星追踪                       |
| 小行星115205          | 2003 SZ117 | 2003年9月16日 | 帕洛马山       | 近地小行星追踪                       |
| 小行星115206          | 2003 SD118 | 2003年9月16日 | 帕洛马山       | 近地小行星追踪                       |
| 小行星115207          | 2003 SJ119 | 2003年9月17日 | 可可尼诺县     | 洛厄尔天文台近地小行星搜寻计划       |
| 小行星115208          | 2003 SM120 | 2003年9月17日 | 基特峰         | 太空监视                             |
| 小行星115209          | 2003 SL124 | 2003年9月18日 | 帕洛马山       | 近地小行星追踪                       |
| 小行星115210Mutvicens | 2003 SY124 | 2003年9月19日 | 科斯蒂特斯     | Majorca                              |
| 小行星115211          | 2003 SS125 | 2003年9月19日 | 索科罗         | 林肯近地小行星研究小组               |
| 小行星115212          | 2003 SW125 | 2003年9月19日 | 索科罗         | 林肯近地小行星研究小组               |
| 小行星115213          | 2003 SR126 | 2003年9月19日 | 海勒卡拉       | 近地小行星追踪                       |
| 小行星115214          | 2003 SH128 | 2003年9月20日 | 索科罗         | 林肯近地小行星研究小组               |
| 小行星115215          | 2003 SX128 | 2003年9月20日 | 帕洛马山       | 近地小行星追踪                       |
| 小行星115216          | 2003 SZ129 | 2003年9月20日 | 索科罗         | 林肯近地小行星研究小组               |
| 小行星115217          | 2003 SP138 | 2003年9月20日 | 帕洛马山       | 近地小行星追踪                       |
| 小行星115218          | 2003 SF140 | 2003年9月19日 | 帝王台         | 帝王台近地天體巡天                   |
| 小行星115219          | 2003 SJ140 | 2003年9月19日 | 索科罗         | 林肯近地小行星研究小组               |
| 小行星115220          | 2003 ST140 | 2003年9月19日 | 帕洛马山       | 近地小行星追踪                       |
| 小行星115221          | 2003 SH141 | 2003年9月19日 | 帕洛马山       | 近地小行星追踪                       |
| 小行星115222          | 2003 SK142 | 2003年9月20日 | 帕洛马山       | 近地小行星追踪                       |
| 小行星115223          | 2003 SM142 | 2003年9月20日 | 索科罗         | 林肯近地小行星研究小组               |
| 小行星115224          | 2003 SR142 | 2003年9月20日 | 索科罗         | 林肯近地小行星研究小组               |
| 小行星115225          | 2003 SW142 | 2003年9月20日 | 索科罗         | 林肯近地小行星研究小组               |
| 小行星115226          | 2003 SA143 | 2003年9月20日 | 索科罗         | 林肯近地小行星研究小组               |
| 小行星115227          | 2003 SB143 | 2003年9月20日 | 索科罗         | 林肯近地小行星研究小组               |
| 小行星115228          | 2003 SL143 | 2003年9月20日 | 帕洛马山       | 近地小行星追踪                       |
| 小行星115229          | 2003 SS143 | 2003年9月21日 | 索科罗         | 林肯近地小行星研究小组               |
| 小行星115230          | 2003 ST143 | 2003年9月21日 | 索科罗         | 林肯近地小行星研究小组               |
| 小行星115231          | 2003 SV143 | 2003年9月21日 | 索科罗         | 林肯近地小行星研究小组               |
| 小行星115232          | 2003 SE145 | 2003年9月19日 | 帕洛马山       | 近地小行星追踪                       |
| 小行星115233          | 2003 SH145 | 2003年9月20日 | 帝王台         | 帝王台近地天體巡天                   |
| 小行星115234          | 2003 SV145 | 2003年9月20日 | 帕洛马山       | 近地小行星追踪                       |
| 小行星115235          | 2003 SA146 | 2003年9月20日 | 帕洛马山       | 近地小行星追踪                       |
| 小行星115236          | 2003 SS146 | 2003年9月20日 | 帕洛马山       | 近地小行星追踪                       |
| 小行星115237          | 2003 SG147 | 2003年9月20日 | 帕洛马山       | 近地小行星追踪                       |
| 小行星115238          | 2003 SQ147 | 2003年9月21日 | 基特峰         | 太空监视                             |
| 小行星115239          | 2003 SS147 | 2003年9月21日 | 基特峰         | 太空监视                             |
| 小行星115240          | 2003 SC148 | 2003年9月16日 | 索科罗         | 林肯近地小行星研究小组               |
| 小行星115241          | 2003 SZ149 | 2003年9月17日 | 索科罗         | 林肯近地小行星研究小组               |
| 小行星115242          | 2003 SX151 | 2003年9月18日 | 基特峰         | 太空监视                             |
| 小行星115243          | 2003 SC152 | 2003年9月19日 | 可可尼诺县     | 洛厄尔天文台近地小行星搜寻计划       |
| 小行星115244          | 2003 SL152 | 2003年9月19日 | 可可尼诺县     | 洛厄尔天文台近地小行星搜寻计划       |
| 小行星115245          | 2003 SO152 | 2003年9月19日 | 可可尼诺县     | 洛厄尔天文台近地小行星搜寻计划       |
| 小行星115246          | 2003 SF153 | 2003年9月19日 | 可可尼诺县     | 洛厄尔天文台近地小行星搜寻计划       |
| 小行星115247          | 2003 SS155 | 2003年9月19日 | 可可尼诺县     | 洛厄尔天文台近地小行星搜寻计划       |
| 小行星115248          | 2003 ST155 | 2003年9月19日 | 可可尼诺县     | 洛厄尔天文台近地小行星搜寻计划       |
| 小行星115249          | 2003 SE156 | 2003年9月19日 | 可可尼诺县     | 洛厄尔天文台近地小行星搜寻计划       |
| 小行星115250          | 2003 SF156 | 2003年9月19日 | 可可尼诺县     | 洛厄尔天文台近地小行星搜寻计划       |
| 小行星115251          | 2003 SS156 | 2003年9月19日 | 可可尼诺县     | 洛厄尔天文台近地小行星搜寻计划       |
| 小行星115252          | 2003 SK157 | 2003年9月19日 | 可可尼诺县     | 洛厄尔天文台近地小行星搜寻计划       |
| 小行星115253          | 2003 SN157 | 2003年9月19日 | 可可尼诺县     | 洛厄尔天文台近地小行星搜寻计划       |
| 小行星115254Fényi     | 2003 SF158 | 2003年9月22日 | 马特劳山       | Piszkéstető、K. Sárneczky、B. Sipőcz |
| 小行星115255          | 2003 SU160 | 2003年9月16日 | 基特峰         | 太空监视                             |
| 小行星115256          | 2003 SJ162 | 2003年9月19日 | 索科罗         | 林肯近地小行星研究小组               |
| 小行星115257          | 2003 SO163 | 2003年9月19日 | 基特峰         | 太空监视                             |
| 小行星115258          | 2003 SD164 | 2003年9月20日 | 可可尼诺县     | 洛厄尔天文台近地小行星搜寻计划       |
| 小行星115259          | 2003 SK164 | 2003年9月20日 | 可可尼诺县     | 洛厄尔天文台近地小行星搜寻计划       |
| 小行星115260          | 2003 ST167 | 2003年9月22日 | 海勒卡拉       | 近地小行星追踪                       |
| 小行星115261          | 2003 SE169 | 2003年9月23日 | 海勒卡拉       | 近地小行星追踪                       |
| 小行星115262          | 2003 SB172 | 2003年9月18日 | 索科罗         | 林肯近地小行星研究小组               |
| 小行星115263          | 2003 SN172 | 2003年9月18日 | 索科罗         | 林肯近地小行星研究小组               |
| 小行星115264          | 2003 SW172 | 2003年9月18日 | 索科罗         | 林肯近地小行星研究小组               |
| 小行星115265          | 2003 SC173 | 2003年9月18日 | 索科罗         | 林肯近地小行星研究小组               |
| 小行星115266          | 2003 SG173 | 2003年9月18日 | 索科罗         | 林肯近地小行星研究小组               |
| 小行星115267          | 2003 SE174 | 2003年9月18日 | 帕洛马山       | 近地小行星追踪                       |
| 小行星115268          | 2003 SG177 | 2003年9月18日 | 帕洛马山       | 近地小行星追踪                       |
| 小行星115269          | 2003 SP177 | 2003年9月18日 | 帕洛马山       | 近地小行星追踪                       |
| 小行星115270          | 2003 SR179 | 2003年9月19日 | 索科罗         | 林肯近地小行星研究小组               |
| 小行星115271          | 2003 SL180 | 2003年9月19日 | 基特峰         | 太空监视                             |
| 小行星115272          | 2003 SU181 | 2003年9月20日 | 可可尼诺县     | 洛厄尔天文台近地小行星搜寻计划       |
| 小行星115273          | 2003 SA182 | 2003年9月20日 | 索科罗         | 林肯近地小行星研究小组               |
| 小行星115274          | 2003 SB182 | 2003年9月20日 | 索科罗         | 林肯近地小行星研究小组               |
| 小行星115275          | 2003 SY182 | 2003年9月21日 | Pla D'Arguines | Pla D'Arguines                       |
| 小行星115276          | 2003 SY183 | 2003年9月21日 | 基特峰         | 太空监视                             |
| 小行星115277          | 2003 SS185 | 2003年9月22日 | 可可尼诺县     | 洛厄尔天文台近地小行星搜寻计划       |
| 小行星115278          | 2003 SN186 | 2003年9月22日 | 可可尼诺县     | 洛厄尔天文台近地小行星搜寻计划       |
| 小行星115279          | 2003 SL188 | 2003年9月22日 | 可可尼诺县     | 洛厄尔天文台近地小行星搜寻计划       |
| 小行星115280          | 2003 SM188 | 2003年9月22日 | 可可尼诺县     | 洛厄尔天文台近地小行星搜寻计划       |
| 小行星115281          | 2003 SK189 | 2003年9月22日 | 帕洛马山       | 近地小行星追踪                       |
| 小行星115282          | 2003 SD190 | 2003年9月24日 | 帕洛马山       | 近地小行星追踪                       |
| 小行星115283          | 2003 SV190 | 2003年9月17日 | 基特峰         | 太空监视                             |
| 小行星115284          | 2003 SO192 | 2003年9月20日 | 索科罗         | 林肯近地小行星研究小组               |
| 小行星115285          | 2003 SB194 | 2003年9月20日 | 海勒卡拉       | 近地小行星追踪                       |
| 小行星115286          | 2003 ST194 | 2003年9月20日 | 海勒卡拉       | 近地小行星追踪                       |
| 小行星115287          | 2003 SU194 | 2003年9月20日 | 帕洛马山       | 近地小行星追踪                       |
| 小行星115288          | 2003 SS195 | 2003年9月20日 | 基特峰         | 太空监视                             |
| 小行星115289          | 2003 ST195 | 2003年9月20日 | 基特峰         | 太空监视                             |
| 小行星115290          | 2003 SJ197 | 2003年9月21日 | 可可尼诺县     | 洛厄尔天文台近地小行星搜寻计划       |
| 小行星115291          | 2003 SA198 | 2003年9月21日 | 可可尼诺县     | 洛厄尔天文台近地小行星搜寻计划       |
| 小行星115292          | 2003 SM198 | 2003年9月21日 | 可可尼诺县     | 洛厄尔天文台近地小行星搜寻计划       |
| 小行星115293          | 2003 SV198 | 2003年9月21日 | 可可尼诺县     | 洛厄尔天文台近地小行星搜寻计划       |
| 小行星115294          | 2003 SB199 | 2003年9月21日 | 可可尼诺县     | 洛厄尔天文台近地小行星搜寻计划       |
| 小行星115295          | 2003 SB200 | 2003年9月21日 | 可可尼诺县     | 洛厄尔天文台近地小行星搜寻计划       |
| 小行星115296          | 2003 SK200 | 2003年9月25日 | 帕洛马山       | 近地小行星追踪                       |
| 小行星115297          | 2003 SQ200 | 2003年9月24日 | 索科罗         | 林肯近地小行星研究小组               |
| 小行星115298          | 2003 SS203 | 2003年9月22日 | 帕洛马山       | 近地小行星追踪                       |
| 小行星115299          | 2003 SM204 | 2003年9月22日 | 索科罗         | 林肯近地小行星研究小组               |
| 小行星115300          | 2003 SW204 | 2003年9月22日 | 索科罗         | 林肯近地小行星研究小组               |